# Tokyo V Project
Tokyo V Project !（トウキョウ・ヴイ・プロジェクト）は、2020年5月開催予定の「It's a Virtual Pop World!」に向けて様々な企画で盛り上げていくことを活動をメインにスタートしたプロジェクトの名称である。
2019年12月現在、2020年5月開催予定の「It's a Virtual Pop World!」に向けて様々な企画で盛り上げていくことを活動のメインとしている。

## 来歴
2019年12月16日、つんく♂が作詞作曲を手掛けた本プロジェクトのテーマソング「OH! Young Heart」の動画が公開された。この動画はバーチャルYouTuberの香坂美充がボーカルを担当している。
同日、同曲のカラオケ音源の音声データをBOOTHにて無料配布した。つんく♂本人がTwitterで「誰でも楽曲に参加してほしい」という趣旨のツイートをし、広く拡散された。それ以降、バーチャルYouTuberのみならず、リアル/バーチャルを問わず多くのクリエイターが楽曲の歌ってみたや演奏してみたに挑戦し、動画を投稿している。

## ディスコグラフィ
|   | 発表日         | タイトル        | 作詞   | 作曲   | 編曲     |
| - | -------------- | --------------- | ------ | ------ | -------- |
| 1 | 2019年12月16日 | OH! Young Heart | つんく | つんく | 大久保薫 |